# SABMiller
SABMiller war eine Aktiengesellschaft nach englischem Recht und Tochterunternehmen von Anheuser-Busch InBev. 
Der Konzern war in über 80 Ländern mit Brauereien vertreten. Seine größten Absatzmärkte waren in Afrika, Nordamerika, Mitteleuropa und Osteuropa. Die Deutschland-Zentrale von SABMiller befand sich in Köln. 2015 produzierte SABMiller insgesamt 248,8 Mio. Hektoliter Bier.
Das Unternehmen war an der London Stock Exchange börsennotiert und Mitglied im FTSE 100 Index. Der größte Anteilseigner mit 36 % aller Aktien des Unternehmens war bis zur Übernahme durch AB-InBev die Altria Group, der früher Miller Brewing gehörte. 14 % gehörten den Erben von Julio Mario Santo Domingo.

## Geschichte
Das Unternehmen entstand 2002 aus der Fusion von South African Breweries (SAB) und Miller Brewing Company.
2008 gründete SABMiller gemeinsam mit Molson Coors das Joint-Venture MillerCoors. Ziel war es, die Verkaufsaktivitäten in Nordamerika zu bündeln. 
Am 21. September 2011 gab SABMiller bekannt, dass man sich mit der australischen Foster’s Group auf eine Übernahme geeinigt habe. SABMiller bot für eine Foster’s-Aktie 5,10 AUD. Damit lag die Marktbewertung von Foster’s bei 9,9 Milliarden AUD. Die Übernahme wurde im Dezember 2011 vollzogen.
Zuvor war SABMiller im August 2011 mit einem feindliche-Übernahme-Versuch gescheitert.
Als im September 2014 das Gerücht aufkam, AB-InBev habe Interesse, SABMiller aufzukaufen, reagierte diese mit einem Übernahmeangebot an Heineken, um sich durch Wachstum vor der Übernahme zu schützen. Heineken lehnte ein Kaufangebot nach Rücksprache mit seinem größten Aktionär aber ab.
Im Mai 2015 übernahm SABMiller die englische Craft-Beer-Brauerei Meantime aus London. Meantime hatte 2013 einen Ausstoß von 50.000 hl.
Im September 2015 informierte der weltweite Marktführer Anheuser-Busch InBev über ein Kaufinteresse an SABMiller. Am 13. Oktober 2015 wurde bekannt gegeben, dass SABMiller von Anheuser-Busch InBev für 96 Milliarden Euro übernommen wird. Im Februar 2016 legte die japanische Brauereigruppe Asahi ein verbindliches Angebot in Höhe von umgerechnet gut 2,5 Milliarden Euro zur Übernahme der Biermarken Grolsch, Peroni und Meantime von SABMiller vor; der Verkauf ist eine Bedingung für die behördliche Erlaubnis zur Übernahme von SABMiller durch AB InBev. Die Fusion wurde im Oktober 2016 abgeschlossen. 2017 erwarb Asahi Beer schließlich auch die ostmitteleuropäischen Brauereien Kompania Piwowarska (u. a. Lech, Tyskie), Plzeňský Prazdroj (u. a. Pilsner Urquell, Gambrinus), Dreher und Ursus.

## Marken
Bedeutende Marken von SABMiller waren bis zur Übernahme durch AB-InBev unter anderem:
- Castle
- Chibuku Shake Shake
- Dreher
- Foster’s Group
- Gambrinus
- Grolsch
- Leinenkugel
- Laurentina und 2M
- Meantime Brewing, London
- Miller
- Radegast
- Birra Peroni
- Pilsner Urquell
- Timisoreana
- Tyskie
- Ursus
- Velkopopovický Kozel